# Скуиллаче (коммуна)
Скуилла́че (итал. Squillace, сиц. Schidaci, местн. Squillaci, Schidhaci, др.-греч. Skyllision, Skyllition, лат. Scyllaceum, Scyllatium, Scylletium, Scolacium, Squillacium) — коммуна в Италии, в регионе Калабрия, подчиняется административному центру Катандзаро.

## Историческое наследие
Название города происходит от древнего поселения Скилаций, родины Кассиодора, руины которого расположены рядом с коммуной Борджа.
На нынешнее место поселение перенесено в византийский период. В 904 г. завоевано арабами, с 924 г. — центр небольшого эмирата. В 965 г. отвоёван византийцами, с 1059 г. — в составе владений Роберта Гвискара и его потомков. На правление норманнских королей пришёлся золотой век Скуиллаче, тогда были построены замок и собор.
В 1494 г. римский папа Александр VI устроил брак своего сына Джоффре с Санчей Неаполитанской, внебрачной дочерью короля Альфонса II. В приданое за ней было дано княжество Скуиллаче. Потомки Джоффре из рода Борджиа сохраняли владение городом до 1735 года.

## Справочные данные
Население составляет 3191 человек, плотность населения составляет 97 чел./км². Занимает площадь 33 км². Почтовый индекс — 88069. Телефонный код — 0961.
Покровителем населённого пункта считается святой мученик Акакий Каппадокиянин. Праздник ежегодно отмечается 7 мая.